# Бесс из Хардвика
Эли́забет То́лбот, графиня Шру́сбери (англ. Elizabeth Talbot, Countess of Shrewsbury; 1527 — 13 февраля 1608), также известная как Бесс из Хардвика (англ. Bess of Hardwick) — третья из выживших детей Джона Хардвика из Хардвик-холла, Дербишир. Она выходила замуж четыре раза: в первый — за Роберта Барлоу, умершего в подростковом возрасте, во второй — за сэра Уильяма Кавендиша, придворного, в третий — за сэра Уильяма Сент-Лоу и, наконец, за Джорджа Толбота, 6-й граф Шрусбери, некогда сторожившего взятую в плен Марию Стюарт.
Будучи талантливой швеёй, Бесс часто принимала Марию в Чатсуорт-хаусе, где они вместе работали над пошивкой портьер. В 1601 году Бесс приказала составить опись имевшихся в Чатсуорте и Хардвике меблировки и текстильных изделий, а затем завещала их своим наследникам на вечное хранение. Четырёхсотлетняя коллекция, сейчас известная как текстиль из Хардвик-холла, является самым большим собранием гобеленов и вышивки, сохранившимся в отдельной семье.

## Первый брак
В возрасте двенадцати лет урождённую Элизабет Хардвик отослали в Лондон к Анне Гейнсфорд, леди Зуш, в замок Коднор. Там был заключён её брак с четырнадцатилетним Робертом Барлоу, наследником соседнего имения. Однако Элизабет была слишком мала, а Роберт — слишком слаб для консуммации их брака. Вскоре Роберт умер. Как его вдова Элизабет имела право на одну треть доходов с имения Барлоу. Существует предположение, что до его смерти в 1544 году она жила в усадьбе Барлоу Вудситс Холл.

## Второй брак

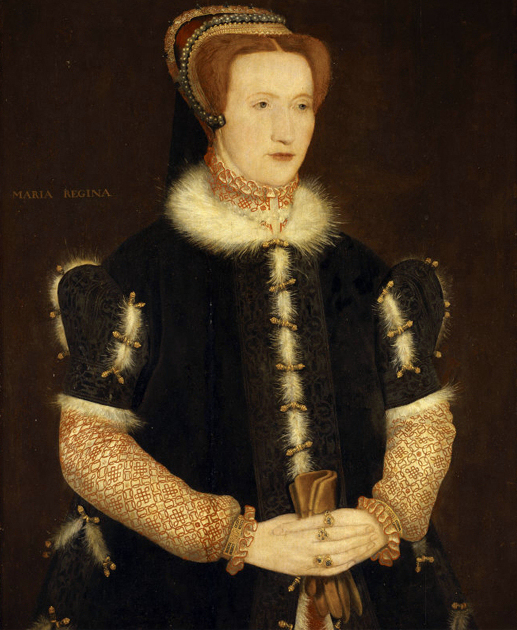
Бесс из Хардвика, 1550-е годы

Элизабет оставалась незамужней до 20 августа 1547 года, когда она вышла замуж за уже дважды овдовевшего сэра Уильяма Кавендиша, королевского казначея. Он имел двух дочерей и был более чем вдвое старше её, но все-таки она стала леди Кавендиш. Возможно, следуя её совету, сэр Уильям продал земли на юге Англии и купил имения в Чатсуорте, Дербишир.
За десять лет брака у них родилось восемь детей, двое из которых умерли в младенчестве. Выжили сыновья Генри (1550—1616), Уильям (1551—1626), Чарльз (1553—1617) и дочери Фрэнсис (род. 1548), Элизабет (1555—1582), Мэри (1556—1632).